# Passa Porta
Passa Porta is sinds 2004 het internationale literatuurhuis in Brussel en omvat een boekenwinkel, een literatuurfestival en een residentie voor schrijvers in Brussel.  Het is een unieke ontmoetingsplek voor auteurs, lezers, vertalers en literaire mediatoren uit de hele wereld.Het ligt in de Dansaertwijk, vlak bij de Beurs van Brussel.

## Passa Porta Bookshop
Passa Porta Bookshop is de boekenwinkel van Passa Porta. Het is de enige zelfstandige Nederlandstalige boekenwinkel in Brussel. Het aanbod is voornamelijk Nederlandstalig, maar er zijn ook afdelingen met Engelstalige ,Franstalige en Duitstalige boeken.

## Passa Porta Festival
Passa Porta Festival is een tweejaarlijks literatuurfestival dat georganiseerd wordt op verschillende locaties in Brussel. Het is een meertalig festival, er zijn activiteiten in het Nederlands, Frans en Engels. Iedere editie heeft een thema. De editie van 2015 trok 8500 bezoekers en had plaats op 20 locaties.

## Passa Porta Residentie
Passa Porta organiseert projecten voor auteurs en vertalers. Passa Porta heeft ook een residentie waar auteurs een tijdlang kunnen verblijven. Vaak zijn dit schrijvers die in hun thuisland niet in alle vrijheid kunnen werken. Zo hebben onder meer de Turkse schrijvers Elif Shafak en Ece Temelkuran elk een maand in de Passa Porta residentie verbleven.
Verschillende andere auteurs verbleven al in residentie, zoals onder andere: 
- Johan de Boose
- Klaus Ferentschik
- Khaled Khalifa